# Comté de Pike (Arkansas)
Pour les articles homonymes, voir Comté de Pike.
Le comté de Pike est un comté de l'État de l'Arkansas aux États-Unis. Son siège est Murfreesboro. C'est un dry county.

## Démographie
Au recensement de 2010, il comptait 11 291 habitants. 
| 1840 | 1850  | 1860  | 1870  | 1880  | 1890  |
| ---- | ----- | ----- | ----- | ----- | ----- |
| 969  | 1 861 | 4 025 | 3 788 | 6 345 | 8 537 |

| 1900   | 1910   | 1920   | 1930   | 1940   | 1950   |
| ------ | ------ | ------ | ------ | ------ | ------ |
| 10 301 | 12 565 | 12 397 | 11 792 | 11 786 | 10 032 |

| 1960  | 1970  | 1980   | 1990   | 2000   | 2010   |
| ----- | ----- | ------ | ------ | ------ | ------ |
| 7 864 | 8 711 | 10 373 | 10 086 | 11 303 | 11 291 |